# 앤드루 크리스천
앤드루 크리스천(Andrew Christian)은 미국의 속옷, 수영복 제작 기업으로, 동명의 패션 디자이너 앤드루 크리스천에 의해 설립되었다. 웹사이트는 게이를 테마로 하고 있으며, 게이를 타깃으로 한 제품이 많다.